# Elinor Weise

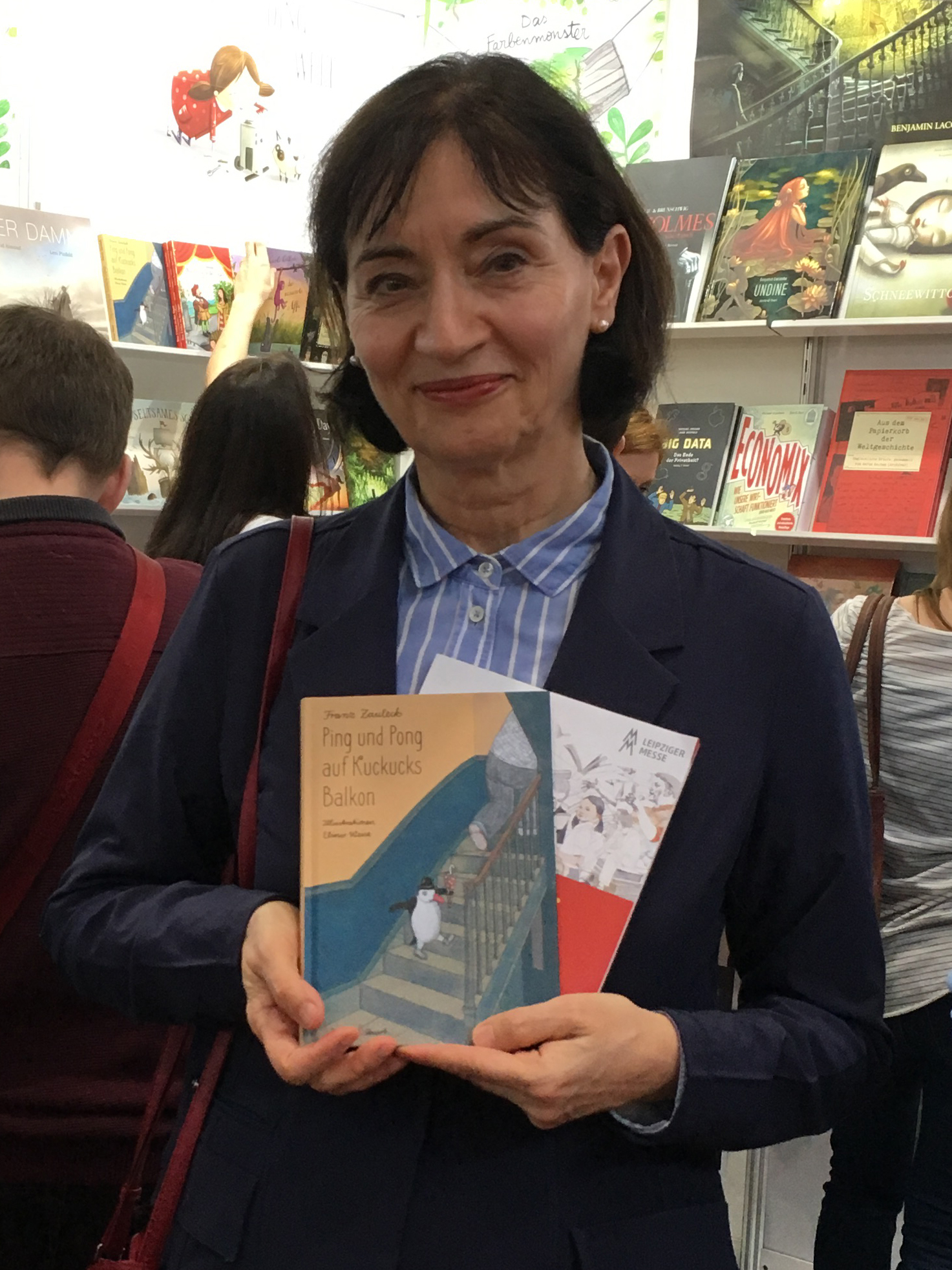
Elinor Weise auf der Leipziger Buchmesse 2019

Elinor Weise (* 1951 in Gera) ist eine deutsche Illustratorin, Grafikerin und Autorin von Bilderbüchern.

## Leben
Elinor Weise wurde 1951 in Gera geboren. Als Einzelkind las sie in ihrer Kindheit und Jugend viel und störte sich nach eigener Aussage immer daran, wenn die Bilder in den Büchern nicht zu den Texten passten. Schon früh zeigte sich ihre Neigung zum Zeichnen, jedoch absolvierte sie zunächst eine Lehre als Schriftsetzerin, bevor sie an der Kunsthochschule in Berlin-Weißensee die Fächer Illustration und Gebrauchsgrafik studierte. Nach dem Abschluss ihres Studiums als Diplom-Grafikerin war Weise ab 1977 freiberuflich tätig.
Das Ministerium für Kultur der DDR ehrte sie 1984 mit einem Förderpreis, den sie unter anderem für ihre Gestaltung der Cover von Schallplatten für Kinder erhielt. Für ihre Illustrationen in den Kinderbüchern Immer diese Ria Runkel und Auf den Spuren des braunen Bären erhielt sie 1987 einen Preis des inzwischen aufgelösten Berliner Kinderbuchverlages „Junge Welt“.
Seit 1982 sind in verschiedenen Verlagen zahlreiche von Weise illustrierte Kinderbücher veröffentlicht worden, darunter Werke von Bodo Schulenburg, Sibylle Durian, Werner Lindemann, Manfred Pollmer, Helga Talke und Franz Zauleck; einige davon erschienen in den Reihen „Die kleinen Trompeterbücher“ des Kinderbuchverlags Berlin und „Kofferbücher“ des Verlags „Junge Welt“.
Als Auftragsarbeit für die Bürgerinitiative Hertha darf nicht sterben, die sich erfolgreich gegen den Bau der Landesstraße „L 171 neu“ durch das im „Landschaftsschutzgebiet Westbarnim“ gelegene Herthamoor einsetzte, entwarf Weise im Jahr 2009 das Maskottchen Max der Dachs. Dieser in kräftigen Farben dargestellte Dachs wurde zur Symbolfigur für den Widerstand gegen weitere umstrittene Projekte in der Region, bei denen es vorrangig um den Schutz und die Erhaltung von ökologisch wertvollen Gebieten und Wäldern ging. Von Dezember 2011 bis Anfang März 2012 wurde Max der Dachs als menschengroße Statue in der Ausstellung Unter Bäumen. Die Deutschen und der Wald im Deutschen Historischen Museum in Berlin ausgestellt.
Im Jahr 2010 veröffentlichte Weise beim leiv Kinderbuchverlag in Leipzig ihr erstes eigenes Bilderbuch mit dem Titel Ich bin die Hannah, das sie komplett selbst getextet, illustriert und layoutet hat. Auf den Erfolg des ersten Bandes aufbauend entwickelte sich in den folgenden Jahren eine mittlerweile sechsbändige Reihe (Stand 2021).

## Persönliches
Weise ist mit dem Maler Manfred Zoller verheiratet und lebt mit ihrer Familie in Bergfelde, einem Ortsteil von Hohen Neuendorf im Umland von Berlin. Sie ist Mutter von zwei erwachsenen Kindern.

## Werke (Auswahl)

### Illustrationen
- Was macht der Frosch im Winter (Text: Werner Lindemann), Kinderbuchverlag, Berlin 1982.
- Zumzuckel der Flaschengeist  (Text: Helga Talke), Verlag Junge Welt, Berlin 1983.
- Immer diese Ria Runkel (Text: Sybille Durian), Verlag Junge Welt, Berlin 1986.
- Auf den Spuren des braunen Bären (Text: Viktoria Ruika-Franz), Verlag Junge Welt, Berlin 1987.
- Mei Garten hinnerm Haus (Text: Manfred Pollmer), Evangelische Verlagsanstalt, Leipzig 1992, ISBN 3-374-01379-1.
- Der Zaubertraum (Text: Bodo Schulenburg), Hrsg. Spreewälder Kulturstiftung, Burg (Spreewald) 2011, ISBN 978-3-00-031597-8.
- Ping und Pong auf Kuckucks Balkon (Text: Franz Zauleck), Jacoby & Stuart, Berlin 2019, ISBN 978-3-96428-024-4.
- Gruselett und Lalula: Christian Morgenstern Gedichte (Text: Christian Morgenstern), leiv, Leipzig 2021, ISBN 978-3-89603-554-7.
- Winterkind und Herr Jemineh (Text: Marion Brasch), Jacoby & Stuart, Berlin 2024, ISBN 978-3-96428-212-5.

### Illustrationen und Text
Hannah-Reihe
- Ich bin die Hannah. leiv, Leipzig 2010, ISBN 978-3-89603-341-3.
- Wo versteckt sich Hannah am liebsten? leiv, Leipzig 2012, ISBN 978-3-89603-399-4.
- Hannah wünscht sich ein Haustier. leiv, Leipzig 2013, ISBN 978-3-89603-430-4.
- Hannah und die Farben. BoD, Norderstedt 2014, ISBN 978-3-7357-3895-0.
- Hannah hat bald Geburtstag. leiv, Leipzig 2016, ISBN 978-3-89603-470-0.
- Hannah, Mama und Papa. leiv, Leipzig 2019, ISBN 978-3-89603-526-4.

andere
- Zeit zum Schlafengehen... leiv, Leipzig 2022, ISBN  978-3-89603-579-0.

### Schallplattenhüllen
- 1981: Ingeborg Feustel: Das Märchen von der Maus mit der Grashalmflöte und andere Geschichten für Kinder – Regie: Albrecht Surkau (Kinderhörspiel – Litera)
- 1981: László Hárs: Ich war einmal ... oder: Die Zimmerreiseabenteuer des Helden Buci – Regie: Albrecht Surkau (Kinderhörspiel – Litera)
- 1982: Dieter Mucke / Eva Strittmatter / Edith Bergner / Benno Pludra: Tier-Geschichten – Regie: Karin Lorenz (Kinderhörspiel – Litera)
- 1984: Edith Bergner: Adebar, der Klapperstorch – Regie: Karin Lorenz (Kinderhörspiel – Litera)
- 1984: Benno Pludra: Heiner und seine Hähnchen – Regie: Karin Lorenz (Kinderhörspiel – Litera)
- 1984: Eva Strittmatter: Der Igel – Regie: Karin Lorenz (Kinderhörspiel – Litera)
- 1985: Dieter Mucke: Der Kuckuck und die Katze – Regie: Karin Lorenz (Kinderhörspiel – Litera)
- 1989: Ursula Ullrich: Traumpferdreiten oder: Wo kommen bloß die Babies her? – Regie: Karin Lorenz (Kinderhörspiel – Litera)

## Auszeichnungen und Stipendien
- 1984: Förderpreis des Ministeriums für Kultur (DDR)
- 1987: Verlagspreis des Buchverlages „Junge Welt“
- 2020: Mikrostipendium I und II des MWKFK des Landes Brandenburg
- 2021: Stipendium der Stiftung Kulturwerk im Rahmen von NEUSTART KULTUR